# Lepidium papillosum
Lepidium papillosum är en korsblommig växtart som beskrevs av Ferdinand von Mueller. Lepidium papillosum ingår i släktet krassingar, och familjen korsblommiga växter. Inga underarter finns listade i Catalogue of Life.